# بلا شفقة: فلم عن القدرات
بدون شفقة: فيلم عن القدرات فيلم وثائقي أمريكي صدر عام 1996 ويرويه كريستوفر ريف. يحتفل الفيلم بجهود الأشخاص ذوي الإعاقة للعيش حياة كاملة.

## ملخص
يلتقي المشاهدون في الفيلم بمجموعة متنوعة من الأمريكيين. امرأة شابة تعاني من الشلل الدماغي تعتني بطفلها، بينما يعيش رجل مصاب بالشلل الدماغي بنجاح بمفرده بعد 40 عامًا في مؤسسة في كولورادو. يتناول الفيلم رحلة إلى المدرسة مع صبي مذهل يبلغ من العمر 6 سنوات بدون ذراعين أو ساقين، ويزور مكان عمل خبير كمبيوتر أعمى ، ويلتقي بأستاذ مصاب بشلل الأطفال يدرس تاريخ التمييز ضد الأشخاص ذوي الإعاقة. يتحدث شاب أصيب مؤخرًا بالشلل النصفي عن معركته اليومية مع الاكتئاب وتصميمه وتحفيزه للتغلب عليه ومواصلة حياته. 
يشيد هذا الفيلم بقدرة الأشخاص ذوي الإعاقة على الصمود والإمكانيات التي يتمتعون بها.